# Die Nobele Rose

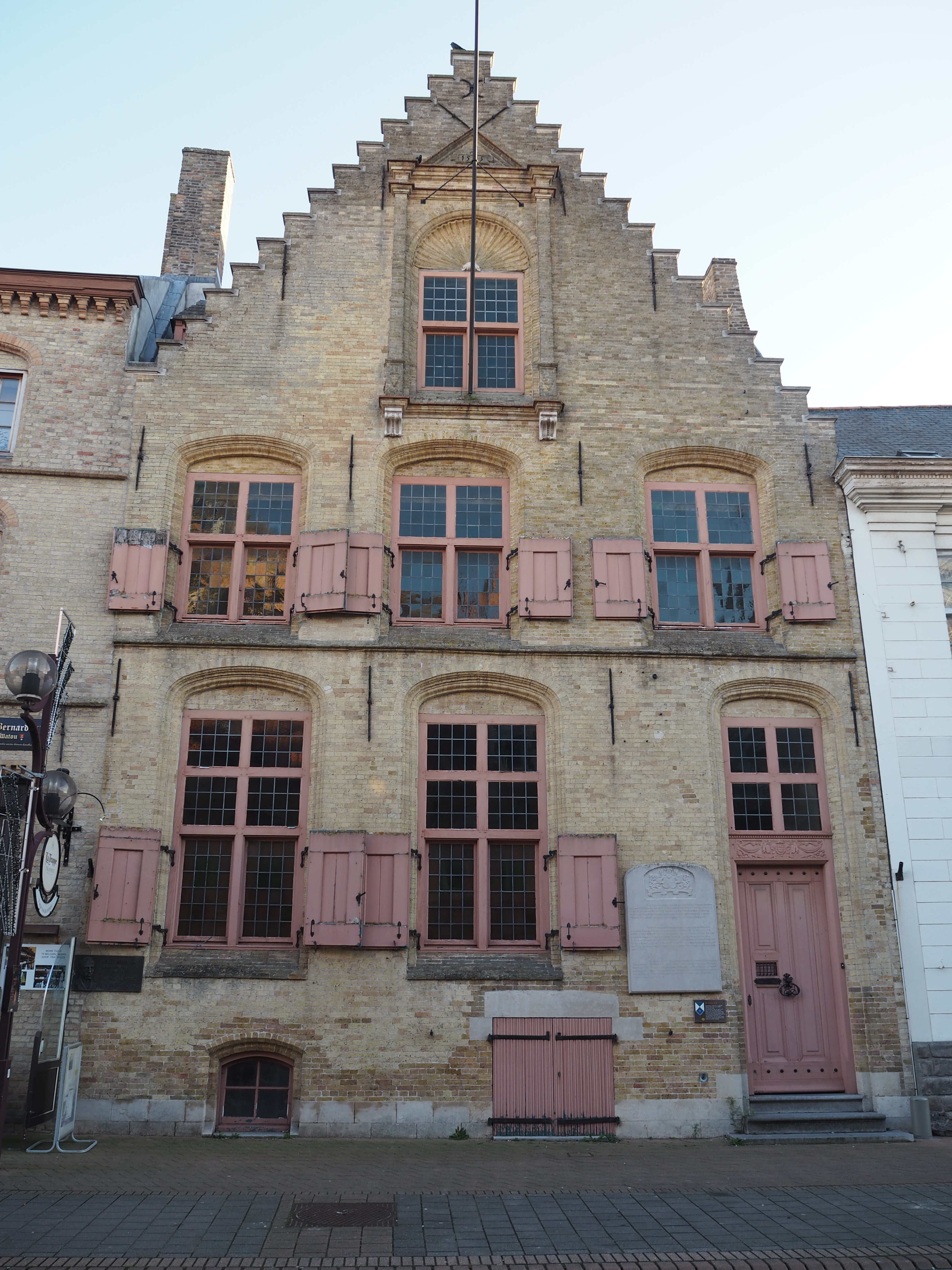
Gevelbeeld

Die Nobele Rose is een gebouw uit het einde van de 16de eeuw langs de Noordstraat 11, bij de Grote Markt van Veurne. Het is opgetrokken in regionale renaissancestijl boven een 13de-eeuwse kelder. Aan de voorgevel hangen gedenkplaten.
Die Nobele Rose was vroeger een hoekhuis langs een belangrijke verkeersas die het hinterland met de kust verbond. In 1621 werd de naastliggende straat overwelfd en afgesloten met een poortje door burgemeester Jan van de Torre. Op de primitieve versie van het kadaster, omstreeks 1825 opgemaakt, is het straatje te zien. Op de bijgewerkte versie van omstreeks 1840 niet meer. In het naastliggende pand is op heden de muur te zien die Die Nobele Rose scheidde van de naastliggende straat.

## Architectuur[4]

### Kelder
De 13de-eeuwse kelder onder het pand is dankzij de studie van architect Eugène Dhuicque goed gekend. De kelder van 7,3/7,5 m op 12,4 m bestaat uit twee beuken van drie traveeën diep. De kruisribgewelven, in een rozerode baksteen, rusten op twee kolommen met een hakenkapiteel (4 haken) en op bladconsoles, beide van Doornikse steen. De consoles hebben een versiering met loofbladeren van een geëvolueerd type uit de tweede helft van de 18de eeuw. De kelder was uitgerust met een open haard, die in de zuidmuur van de oosttravee was uitgespaard. Deze haard was geflankeerd door twee lampnissen die met overkragende bakstenen waren afgedekt.

### Gelijkvloers
Op het gelijkvloers is er een zaal over de gehele breedte van het gebouw. In de keuken vinden we een schouw met marmeren kolommen en arduin.

### Verdiepingen
Op beide verdiepingen vinden we versierde balksloffen met voluten, waarvan één de datering 1572 bevat.

### Voorgevel
Het geheel is opgetrokken in regionale renaissancestijl. Het gebouw heeft een trapgevel met jaartalankers die het getal 1575 laten zien. In de top vinden we een tabernakelvenster met schelpvulling. De vensters bevatten glas in lood. Dit was zo in het oorspronkelijk gebouw. In de 18de eeuw werd het lood naar de mode van die tijd vervangen door hout. Dhuicque liet de huidige glas-in-loodramen plaatsen. Ze zijn ingebed in houten kruiskozijnen en omkaderd door levendig gekleurde luiken. In de loop van de geschiedenis gingen de luiken verloren. Ze werden bij de restauratie van Dhuicque teruggeplaatst. In de versierde tussendorpel bij de deur vinden we het jaartal 1921 terug op het houtwerk. Onder de deur vinden we een kleine trap van twee treden.

### Achtergevel
Net zoals bij de voorgevel vinden we hier houten kruiskozijnen in korfboogomlijsting. Er is een geprofileerde kroonlijst op voluutconsoles. Het glas-in-lood en traliewerk is van recente datum.

## Geschiedenis

### Voorgeschiedenis
Naar een legende, opgetekend door kroniekschrijver Pauwel Heinderycx (1633-1683), zou de plek waar nu Die Nobele Rose staat de verblijfplaats geweest zijn van Mathilde, weduwe van Filips van de Elzas, en later van Gertrude van Saksen, weduwe van Robrecht de Fries. Ook de Ridders van de Tempel en de Ridders van de Orde van Malta worden genoemd als mogelijke vroege bewoners. Hier is echter geen bewijs voor.
In het begin van de 16de eeuw vertoefde er Eleonora van Poitiers, de weduwe van burggraaf Willem van Stavele. Filips De Schone legde bij haar in Die Nobele Rose de eed af, na zijn blijde inkomst in Veurne.
Het gebruik van middeleeuwse baksteen als materiaal wijst op aristocratische bewoning. Het gebruik van bakstenen voor privéwoningen voor de algemene bevolking is immers pas sinds de 16de eeuw ingeburgerd. Dit kan de hypothese dat de legendes gebaseerd zijn op de ware toedracht ondersteunen.

### 1572-1575
Het jaartal op de gevel geeft het einde van het bouwproces van het huidige gebouw aan. In een balkslof is het jaartal 1752 terug te vinden. Daarom wordt ervan uitgegaan dat het gebouw geconstrueerd werd tussen 1572 en 1575.

### 18de en 19de eeuw
In de 18de eeuw was het gebouw bewoond door de adellijke familie Van Grimmingen en vervolgens de familie Vermeesch. Tijdens de Franse Revolutie was Jacques-Albert Vermeesch, heer van Allonshove en burgemeester van Veurne, de eigenaar.
Vanaf 1830 vervulde het gebouw verschillende functies. Tot 1847 was het een bakkerij, daarna werd het een drankslijterij. In 1856 kwam er een groentenwinkel, die werd uitgebaat door Marie Vleeshouwer. Zij verliet in 1889 Veurne, waarna het gebouw werd verkocht. Het werd vervolgens omgevormd tot een hotel.

### 1890-1922: Hotel Die Nobele Rose
Heel de negentiende eeuw lang was er op de Grote Markt van Veurne een befaamd hotel Die Nobele Rose. Dat hotel sloot in 1890 en werd omgevormd tot een apotheek. Adoline Plovy (1862-1908) zag de goede reputatie van die zaak graag overgaan op haar eigen hotel. Op die manier verhuisde de naam Die Nobele Rose van een huis op de Grote Markt, nr. 16, naar het gebouw in de Noordstraat. In 1895 wilde een nieuwe eigenaar van de oorspronkelijke Die Nobele Rose opnieuw een hotel openen onder die naam, maar na een rechtszaak was het hem zelfs verboden de toevoeging "anciennement la Noble Rose" te gebruiken.

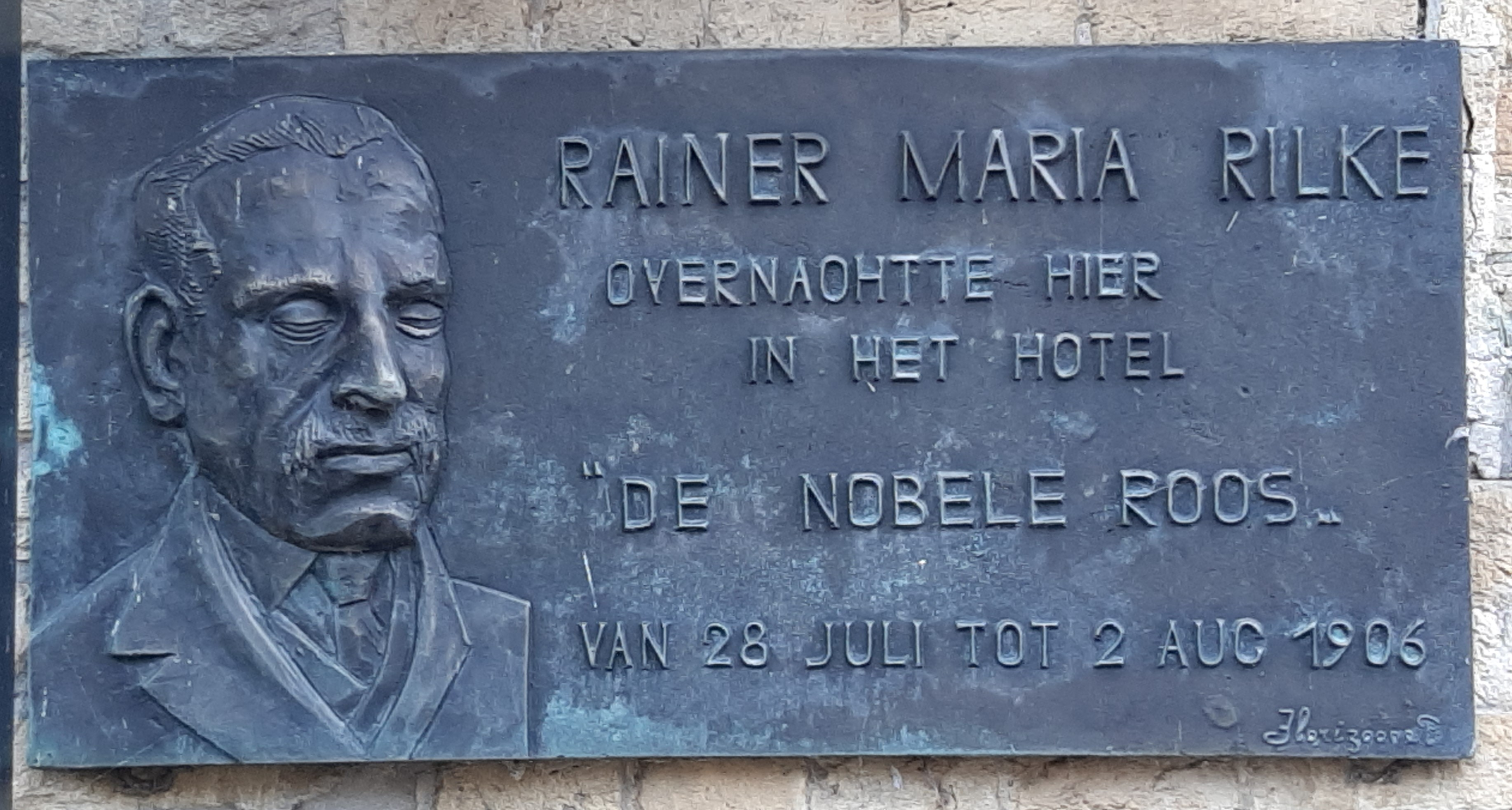
De Duitse dichter Rainer Maria Rilke verbleef er van 28 juli tot 2 augustus 1906.

In 1891 trouwde Plovy met Hendrik Brys (1868-?). Samen bouwden ze hun Nobele Rose uit tot het nieuwe toonaangevende hotel in Veurne. Heel wat bijzondere gasten hebben er overnacht, onder wie prinses Josephine van België in 1893 en 1901, haar nicht prinses Clementine in 1893, en de Belgische Nobelprijs-winnaar en schrijver Maurice Maeterlinck op 29 juli 1905. De Duitse dichter Rainer Maria Rilke verbleef er van 28 juli tot 2 augustus 1906. Hij deed er inspiratie op voor het gedicht Der Marktplatz en in het gedicht Der Turm beschrijft Rilke (1875-1926) hoe hij de toren van de Sint-Niklaaskerk beklom.
Vanaf 14 oktober 1914 werd Die Nobele Rose integraal gebruikt door de hogere officieren van het hoofdkwartier van het Belgisch leger. Op 1 november 1914 om 13u20 sloeg voor een eerste keer een Duitse obus in in het achterhuis van Die Nobele Rose. Een aantal hoge militairen, onder wie commandant van de genie Thijs, waren toen bezig met middagmalen.
Van 6 tot 13 december 1914 verbleef de dubbele Nobelprijswinnares Marie Curie er samen met haar dochter Irène-Juliot Curie. Marie Curie was in Veurne op verzoek van dr. Frans Daels van het militair hospitaal in het Bisschoppelijk College, om er een radiologische dienst op te zetten en tot dicht bij de frontlijn soldaten te onderzoeken met haar zelf ontworpen "ambulances radiologiques".
De oorlogscorrespondent van de Associated Press Ben S. Allen, tevens lid van de Commission for Relief in Belgium, verbleef er als afgevaardigde van (de latere) Amerikaanse president Herbert Hoover en op uitnodiging van koning Albert I. Hij interviewde koning Albert I in het nabijgelegen stadhuis op 20 december 1914 en nam een handgeschreven dankbrief van de koning, bestemd voor de Amerikaanse president Woodrow Wilson, in ontvangst. Ben S. Allen was vergezeld van zijn echtgenote Victoria French. Ze overnachtten in de kamer die op 1 november getroffen werd door een Duitse obus, waardoor ze vanuit hun bed de open hemel konden zien.
Ook de Australische Louise Mack, de eerste vrouwelijke oorlogscorrespondent in België, verbleef in Die Nobele Rose. Ze schreef o.a. in de Engelse Daily Mail en de Evening News over de Duitse bezetting van Antwerpen.
In 1915 staan de laatste logies geboekt op 22 januari omdat het Groot Hoofdkwartier van het Belgisch leger niet langer in de bovenzaal van het nabijgelegen stadhuis vergaderde.
Op 16 februari 1915 werd Die Nobele Rose andermaal getroffen door een verwoestende granaatinslag. Deze granaat doorboorde het dak twee meter verder dan de vorige granaat om te ontploffen op de tweede verdieping.
Het hotel hernam op 21 mei 1916, maar slechts tot 14 juli. De eerstvolgende vermelding in het "Register der vreemdelingen" is gedateerd 15 augustus 1919.
In december 1917 spreekt Ben S. Allen, ook hoofd publiciteit van de Commission for Relief in België, op een jaarlijkse vergadering van deze organisatie over zijn bezoek aan Die Nobele Rose in 1914. De afgevaardigden, onder voorzitterschap van Herbert Hoover, besluiten samen met de American Hotel Association een restauratiefonds op te richten voor het herstel van dit gebouw en dit als geschenk aan het Belgische volk te geven.

### 1922: Herstel en oorlogsschade

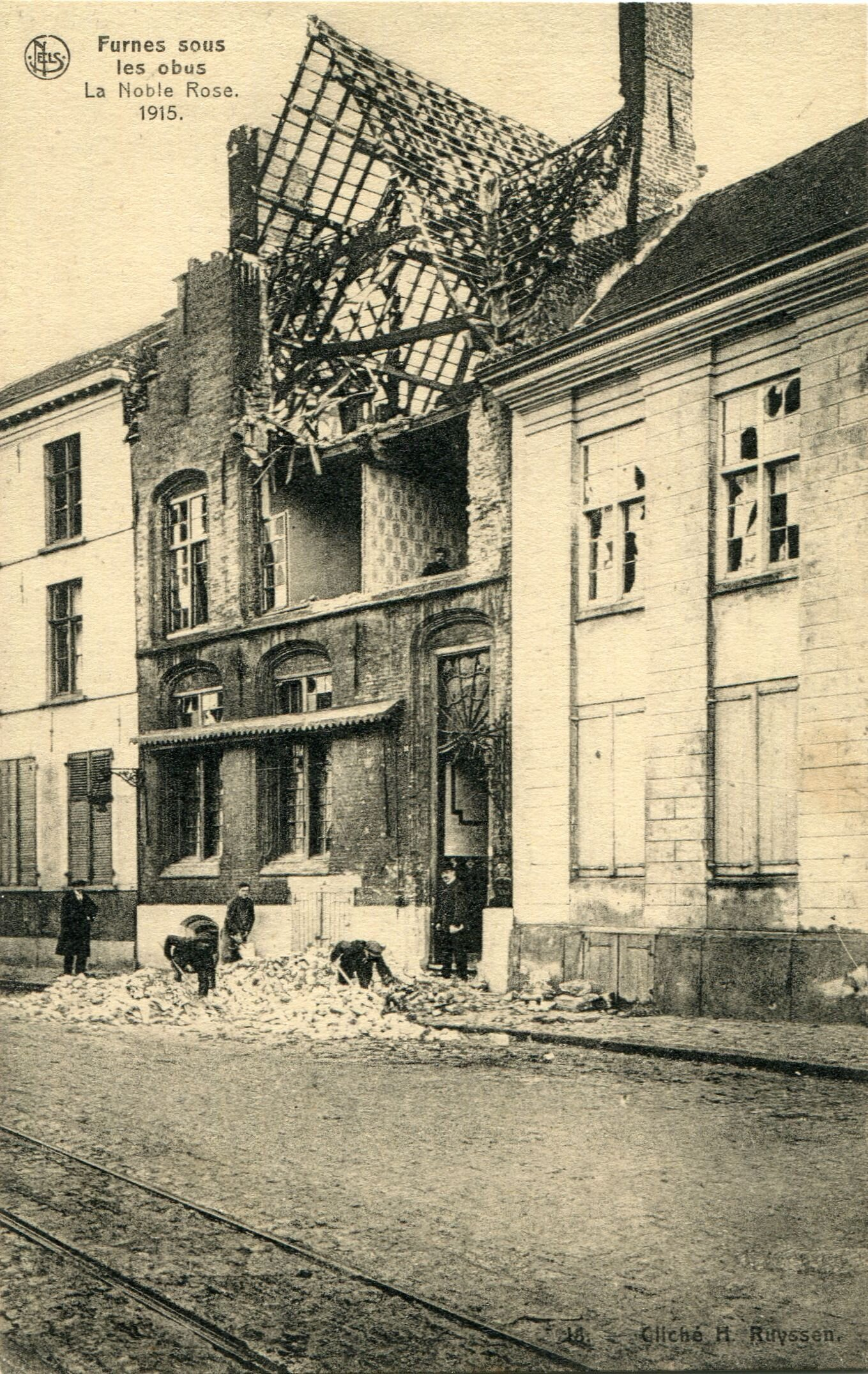
verwoestende granaataanslag op 16 februari 1915.

Tijdens de Eerste Wereldoorlog had Eugène Dhuicque de leiding over de "Mission permanent du Ministère des Sciences et des Arts", de zogenaamde Mission Dhuicque (1915-1918). In die functie beschreef hij zowel beschadigde als onbeschadigde monumenten en kunstwerken in West- en Oost-Vlaanderen, onder andere Die Nobele Rose. Met zelfs foto's van het interieur ter illustratie.
Ondertussen was het restauratiefonds dat door Ben Allen en Herbert Hoover in 1917 werd opgericht succesvol. De American Hotel Association kon in 1922 de som van 85.000 Belgische frank ter beschikking stellen om de eeuwenoude sfeer van het interieur van Die Nobele Rose te herstellen. Architect Dhuicque kreeg de leiding over de restauratie. Victoria Franck Allen, de echtgenote van Ben S. Allen werd aangesteld als meter van de herstelde Die Nobele Rose.

### 1923-1969: Kredietbank
In februari 1923 overnachtte een laatste gast in Die Nobele Rose. Vervolgens werd het hotel een filiaal van de bank voor Handel en Nijverheid, afgekort Kredietbank. In juni 1923 opende het bankkantoor voor het publiek. Het bleef in gebruik tot 1969.
Die Nobele Rose was in 1929 het geboortehuis van Frans Brouw, zoon van de bankdirecteur Willem Brouw. Hij bleef er wonen tot 1945. Hij kreeg er op vijfjarige leeftijd al pianolessen van zijn vader. In 1952 werd hij vierde laureaat van de Koningin Elisabethwedstrijd voor piano. In 2001 werd hij ereburger van Veurne.

### 1971-1972: Restauratie
De bedaking werd vernieuwd, de gevel opnieuw gevoegd en de binneninrichting geschikt gemaakt voor het huisvesten van het Gemeentekrediet onder leiding van de Brugse architecten Luc en Piet Viérin.

### 2000-heden
Na een nieuwe restauratie werd Die Nobele Rose in 2000 in gebruik genomen als vergaderzaal en tentoonstellingsruimte. William Allen, de zoon van Ben Allen en Victoria French, werd peter van het pand en was aanwezig bij het onthullen van een gedenkplaat op de gevel.

## Beschermingsstatus[14]
Aangeduid als beschermd monument sinds 27 oktober 1992.
Aangeduid als beschermd stads- of dorpsgezicht, intrinsiek Stadskern Veurne, sinds 09 juni 1995.
Aangeduid als vastgesteld bouwkundig erfgoed sinds 24 september 2009.

## Fotogalerij

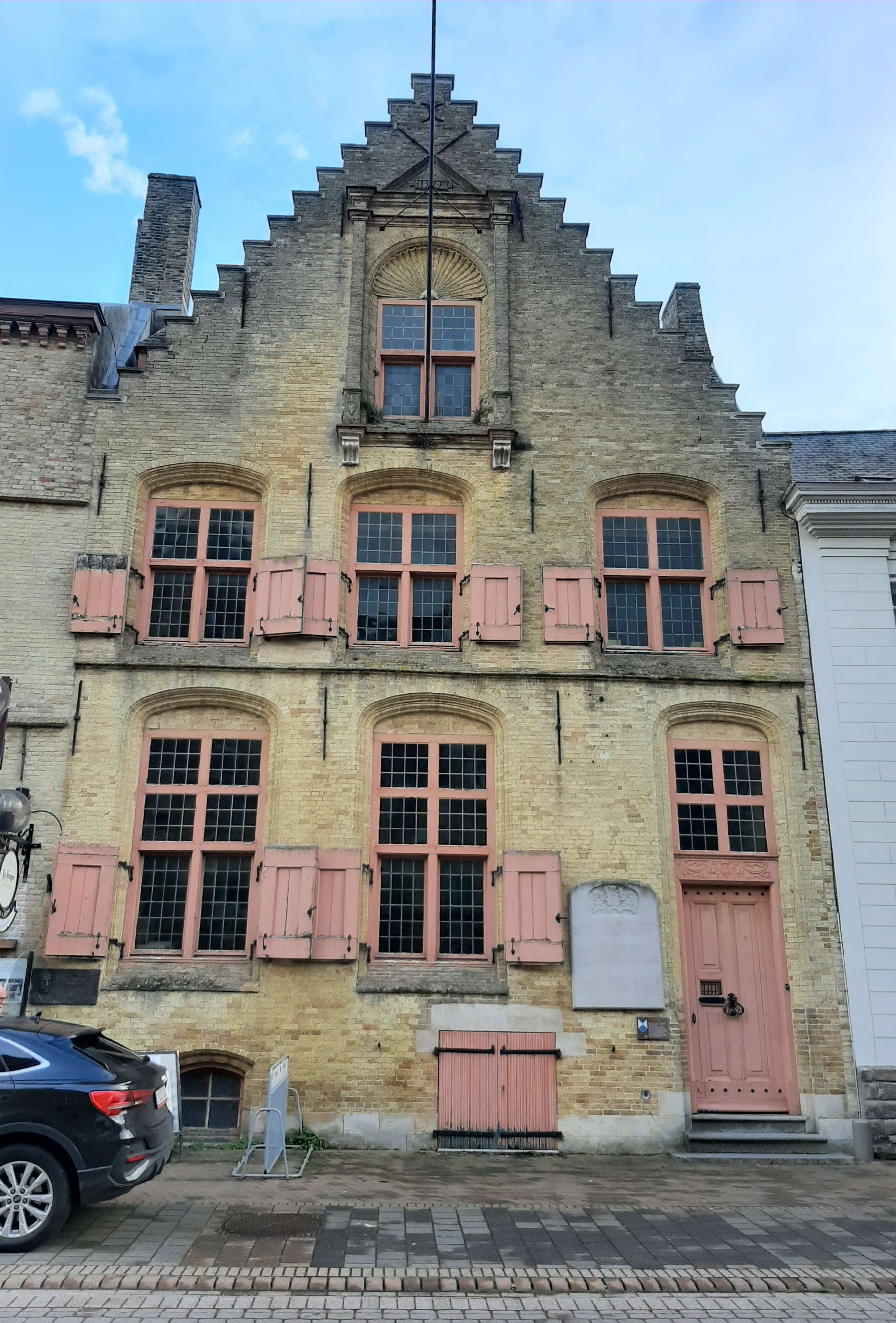
Voorgevel Die Nobele Rose
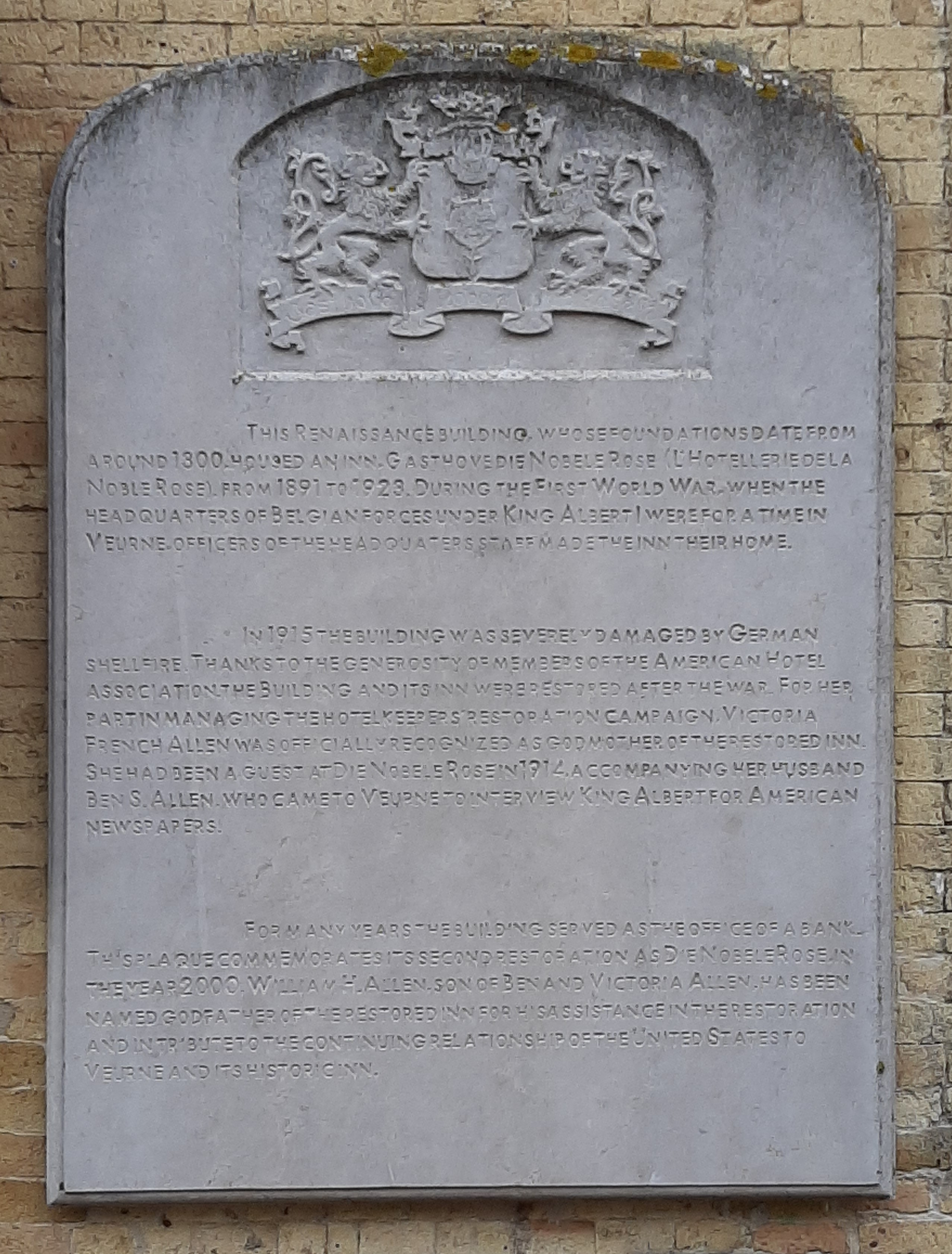
Gedenkplaat na nieuwe restauratie in 2000 volledig
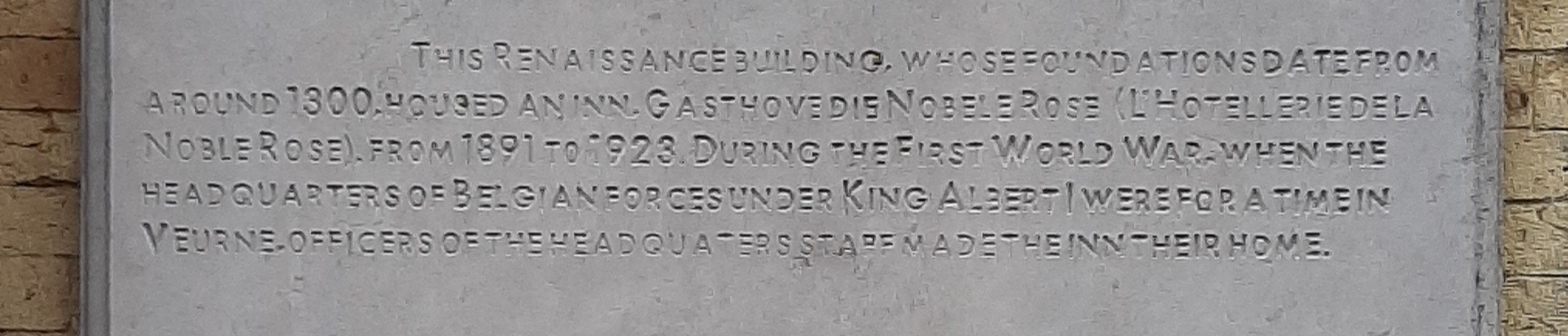
Gedenkplaat na nieuwe restauratie in 2000 fragment 1
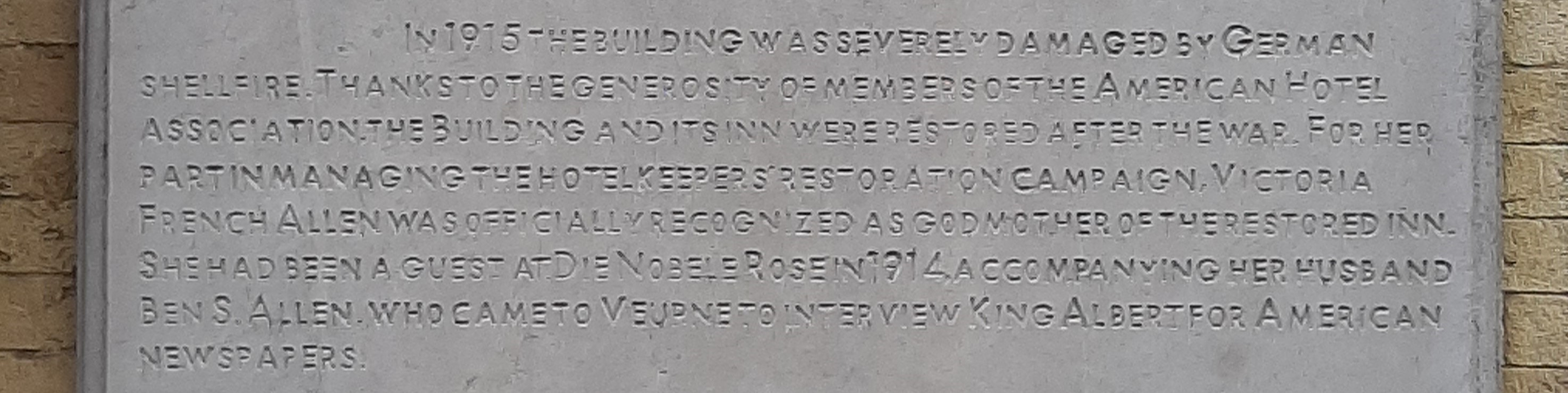
Gedenkplaat na nieuwe restauratie in 2000 fragment 2
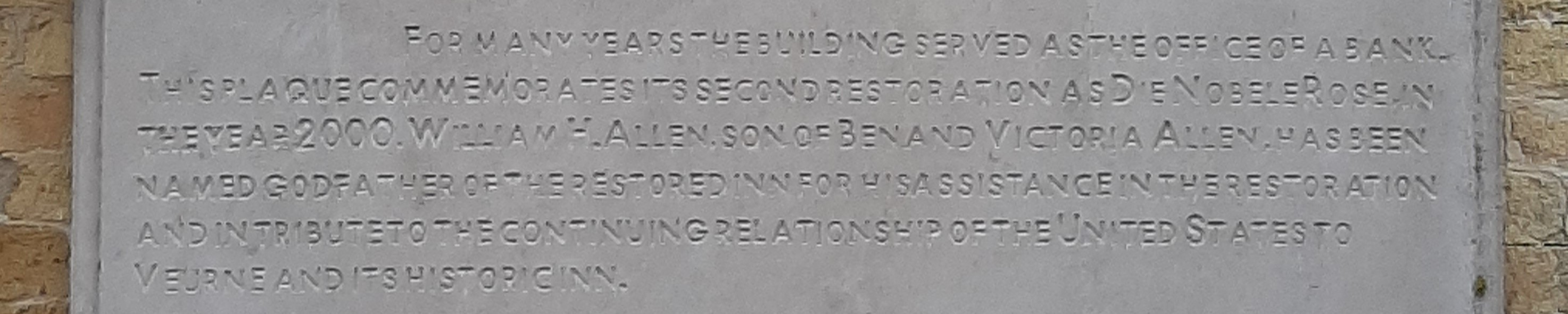
Gedenkplaat na nieuwe restauratie in 2000 fragment 3
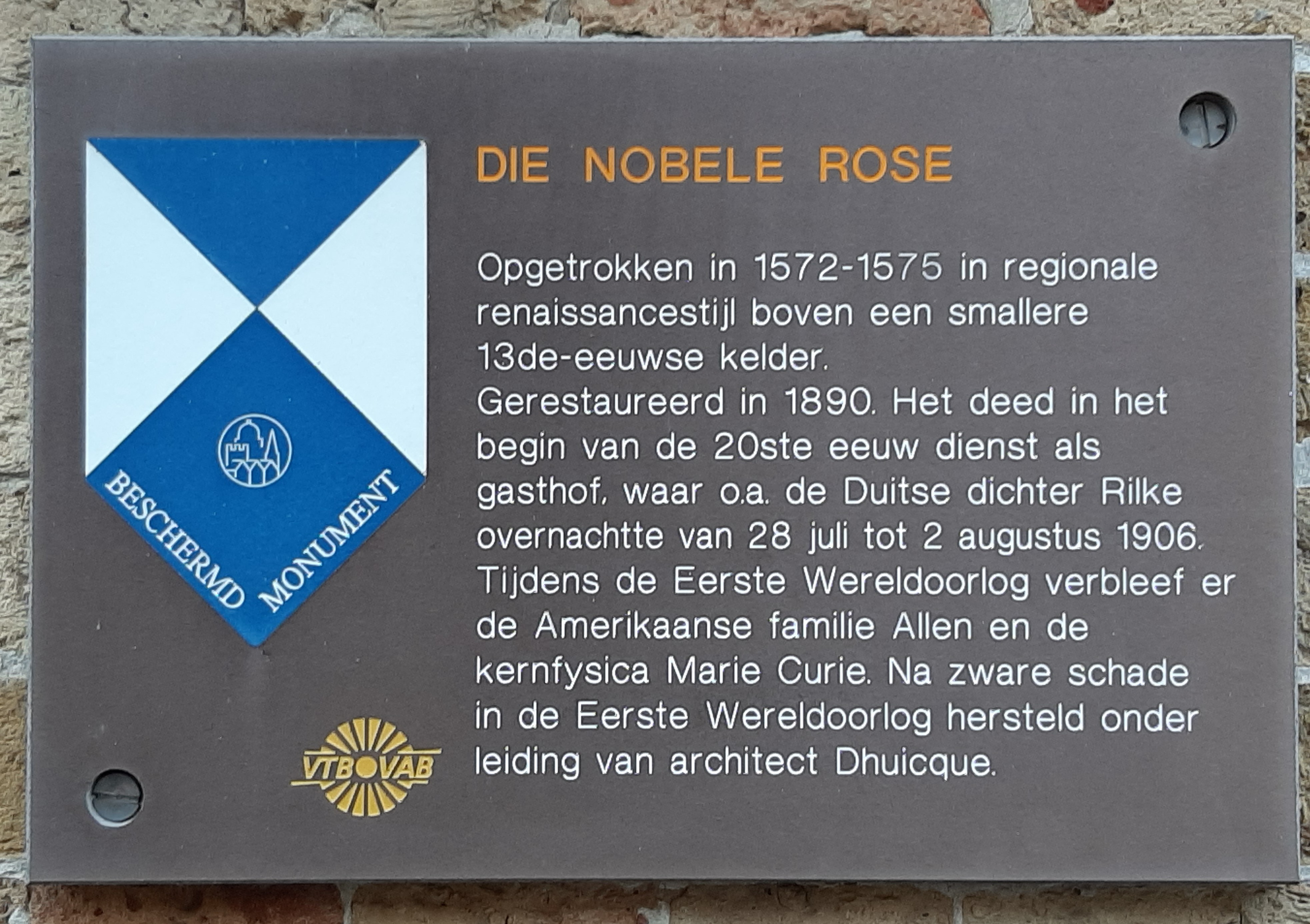
Die Nobele Rose beschermd monument
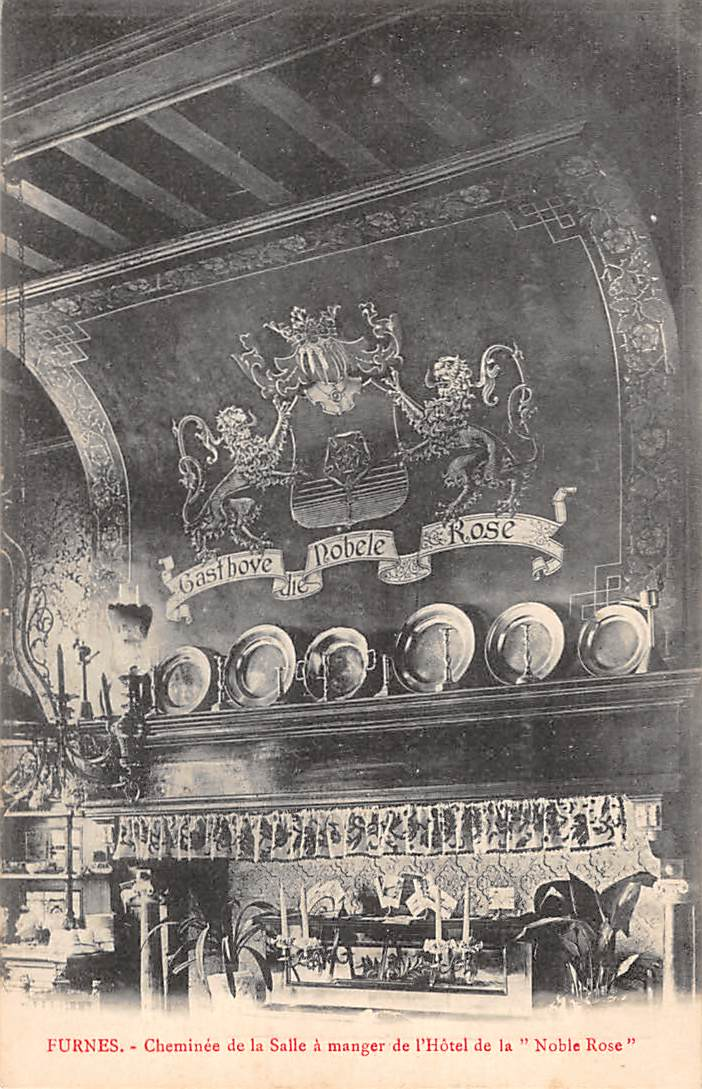
Postkaart Die Nobele Rose, recto, haard op de benedenverdieping
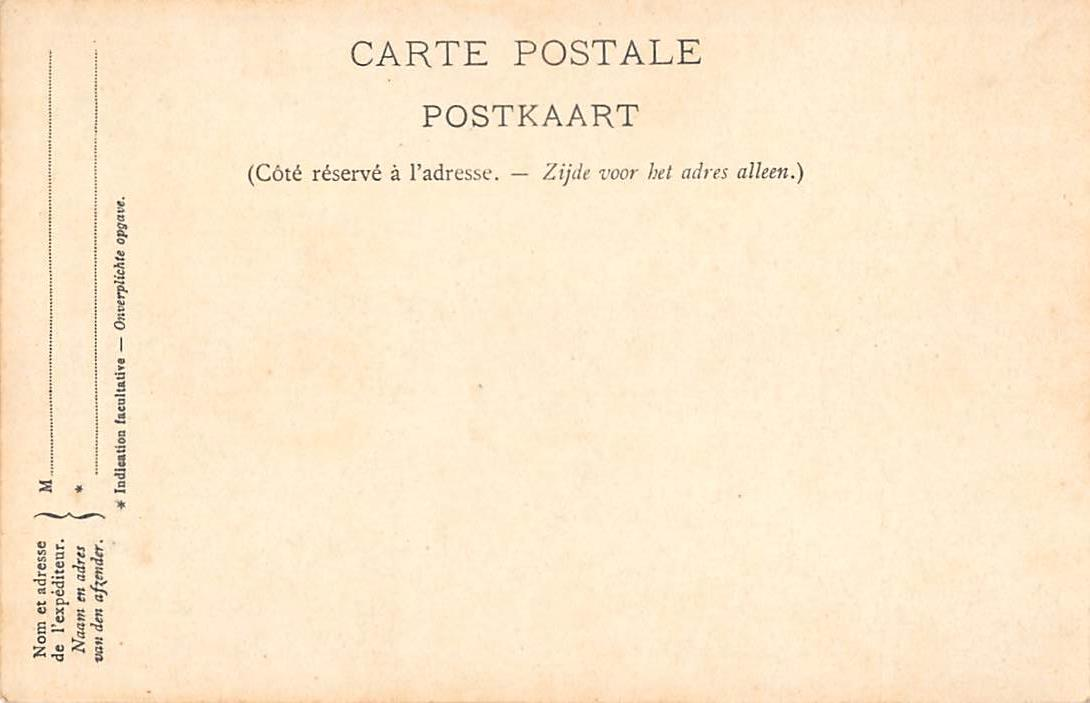
Postkaart Die Nobele Rose, verso
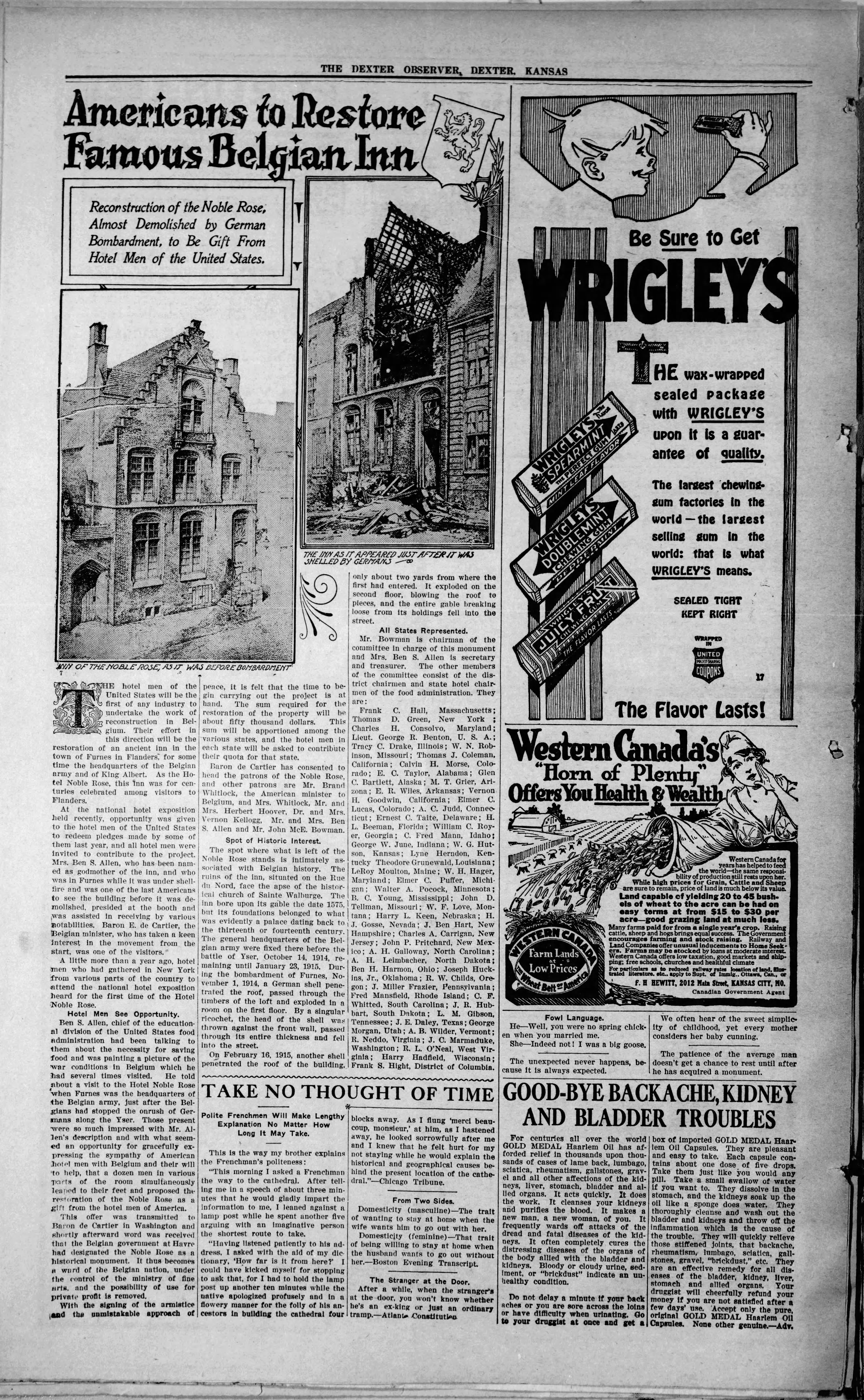
Krantenartikel The Dexter Tribune "Americans to restore Famous Belgian Inn"